# NGC 3266
NGC 3266 (również PGC 31198 lub UGC 5725) – galaktyka soczewkowata (SB0), znajdująca się w gwiazdozbiorze Wielkiej Niedźwiedzicy. Odkrył ją William Herschel 3 kwietnia 1791 roku.
W galaktyce zaobserwowano supernową SN 1950M.